# مايكل لينش (عالم وراثة)
ميخائيل لونش (بالإنجليزية: Michael Lynch) هو عالم وراثة أمريكي، ولد في 6 ديسمبر 1951 في أوبورن في الولايات المتحدة.